# Maria Rafael Wojciechowski
Józef Maria Rafael Wojciechowski, właśc. Józef Eugeniusz Wojciechowski (ur. 20 sierpnia 1917 w Kisielsku, zm. 17 marca 2005 w Felicjanowie) – polski biskup mariawicki, arcybiskup i przewodniczący rady przełożonych Kościoła Katolickiego Mariawitów w RP w latach 1950–2005.

## Życiorys
Urodził się w ubogiej rodzinie mariawickiej jako syn Adama Wojciechowskiego i Marii z d. Osiak. W roku 1926 zamieszkał w internacie przyklasztornym sióstr mariawitek, gdzie ukończył szkołę powszechną. Po ukończeniu szkoły na dwa lata powrócił do Kisielska. W roku 1933 trafił do Szkoły Podoficerskiej Piechoty dla Małoletnich w Nisku nad Sanem. Trzy lata później został skierowany do 21. Pułku Piechoty w Warszawie. Po przejściu szkolenia rekrutów w sierpniu 1938 roku awansował. Kontynuował edukację kończąc w przyspieszonym trybie gimnazjum dla dorosłych przy Gimnazjum im. Władysława IV na Pradze. W 1938 roku został powołany do 3. Pułku Lotniczego w Poznaniu, przygotowując się do matury. W sierpniu 1939 roku ukończył kurs pilotażu i został wysłany na specjalizację do Radomia, gdzie zastała go II wojna światowa.
W 1940 r. przeżył duchowe nawrócenie i wstąpił do klasztoru w Felicjanowie, skąd w następnym roku został wraz z jego mieszkańcami wywieziony do obozu koncentracyjnego w Działdowie. Po II wojnie światowej ukończył studia ekonomiczne na Uniwersytecie Łódzkim.
Od 1947 r. był sekretarzem rady przełożonych Kościoła Katolickiego Mariawitów. 28 maja 1950 został wybrany przez Kapitułę Generalną Kościoła Katolickiego Mariawitów na ministra generalnego Katolickiego Zgromadzenia Kapłanów Mariawitów i na arcybiskupa Kościoła Katolickiego Mariawitów. 25 listopada 1956 został konsekrowany na biskupa przez Helmuta Norberta Marię Pawła Maasa z Pozajurysdykcyjnego Zakonu Mariawitów w Niemczech.
Był prekursorem kontaktów ekumenicznych pomiędzy Kościołem rzymskokatolickim i Kościołem Katolickim Mariawitów; był współautorem oświadczenia o respektowaniu chrztu udzielonego w Kościele rzymskokatolickim przez Kościół Katolicki Mariawitów oraz o respektowaniu chrztu udzielonego w Kościele Katolickim Mariawitów przez Kościół rzymskokatolicki (1984).
W 2003 arcybiskup Maria Rafael Wojciechowski wydał książkę Pisma wybrane – Dzieło Bożego Ratunku, zawierającą reformy doktrynalne w Kościele Katolickim Mariawitów.
Arcybiskup zmarł w klasztorze w Felicjanowie. W pogrzebie, mającym miejsce 20 marca 2005, brała udział delegacja z Kościoła Starokatolickiego Mariawitów, w tym biskup naczelny Zdzisław Maria Włodzimierz Jaworski.